# Giulietta e Romeo (Zandonai)
Giulietta e Romeo (título original en italiano; en español, Julieta y Romeo) es una ópera en tres actos de Riccardo Zandonai escrita en 1921, con libreto de Arturo Rossato, basado ligeramente en la obra de Shakespeare. Se estrenó en el Teatro Constanzi de Roma el 14 de febrero de 1922. El tenor español Miguel Fleta participó en el estreno mundial por expreso deseo de Zandonai.
El gran tenor Franco Corelli debutó en enero de 1952 en el Teatro de la Ópera de Roma con Giulietta e Romeo. Hay una versión en alemán con libreto de Alfred Brüggemann.
Esta ópera rara vez se representa en la actualidad; en las estadísticas de Operabase no aparece entre las óperas representadas en el período 2005-2010.
Existen otras muchas obras con este nombre, como el drama musical de Nicola Antonio Zingarelli, la ópera del compositor italiano Nicola Vaccai o el musical de Riccardo Cocciante.